# Sheryl Swoopes
Sheryl Denise Swoopes (ur. 25 marca 1971 w Brownfield, w Teksasie) – amerykańska koszykarka, skrzydłowa. Trzykrotna złota medalistka olimpijska.
Mierząca 183 cm zawodniczka studiowała m.in. na South Plains College, największe sukcesy odnosiła jednak z Texas Tech University (mistrzostwa NCAA w 1993). Do WNBA została wybrana w pierwszym naborze do ligi (w 1997), była także pierwszą zawodniczką która podpisała kontrakt z ligą. Przez jedenaście lat była koszykarką Houston Comets, z organizacją tą zdobyła cztery tytuły mistrzowskie (1997–2000). W 2000, 2002 i 2005 była MVP, sześć razy grała w All-Star Game, trafiła także do WNBA All-Decade Team. rozgrywek Przez sezonem 2008/09 podpisała kontrakt z Seattle Storm.
Swoopes przez wiele lat miała pewne miejsce w reprezentacji Stanów Zjednoczonych. Poza trzema mistrzostwami olimpijskimi (1996, 2000 i 2004) może się poszczycić m.in. złotym krążkiem mistrzostw świata (2002) oraz brązowym medalem tej imprezy (1994 i 2006).

## Życie prywatne
Miała męża w latach 1995-1999. Wzięła ślub ze swoim kolegą z liceum. W 1997 urodziła syna – Jordana Erica Jacksona. W październiku 2005 dokonała coming outu jako lesbijka. Jej partnerką jest asystentka trenera z Houston Comets Alisa 'Scotty' Scott, z którą obecnie wychowuje Jordana. Mieszkają w Teksasie licząc, że lokalne prawo zmieni się i będą mogły zawrzeć związek małżeński.

## Osiągnięcia
Na podstawie, o ile nie zaznaczono inaczej.

### NCAA
- Mistrzyni NCAA (1993)
- 2-krotna uczestniczka rozgrywek Sweet Sixteen turnieju NCAA Final Four (1992, 1993)
- Mistrzyni:
  - turnieju konferencji Big 12 (1992, 1993)
  - sezonu zasadniczego konferencji Big 12 (1992, 1993)
- Uczelniana Koszykarka Roku:
  - im. Naismitha (1993)[7]
  - według USBWA (1993)
- Most Outstanding Player (MOP=MVP) turnieju NCAA (1993)
- Sportsmenka Roku według Associated Press (1993)
- Laureatka Honda Sports Award (1993)

### WNBA
- 4-krotna mistrzyni WNBA (1997–2000)
- MVP:
  - WNBA (2000, 2002, 2005)
  - meczu gwiazd WNBA (2005)[8]
- Defensywna Zawodniczka Roku WNBA (2000, 2002, 2003)[9]
- Laureatka WNBA Peak Performers Award (2005 w kategorii punktów)
- 6-krotna uczestniczka meczu gwiazd WNBA (1999, 2000, 2002, 2003, 2005, 2006)
- Zaliczona do:
  - I składu:
    - WNBA (1998–2000, 2002, 2005)
    - defensywnego WNBA (2005, 2006)

  - II składu WNBA (2003, 2006)
  - składu:
    - WNBA All-Decade Team (2006)
    - WNBA Top 15 Team (2011)
    - WNBA Top 20@20 (2016 – 20. najlepszych zawodniczek w historii WNBA)
    - WNBA 25th Anniversary Team (2021)[10]
- Liderka WNBA w
  - punktach (2000, 2005)[11]
  - przechwytach (2000, 2003)

### Inne
- Mistrzyni NWBL (2003, 2004)
- MVP NWBL (2003)
- Sportsmenka Dekady (2000–2010) według Sports Illustrated
- Wybrana do:
  - Koszykarskiej Galerii Sław im. Jamesa Naismitha (Naismith Memorial Basketball Hall Of Fame – 2016)[12]
  - Galerii Sław Sportu stanu Teksas (2004)

Reprezentacja
- Mistrzyni:
  - mistrzyni świata (1998, 2002)
  - olimpijska (1996, 2000, 2004)
  - Igrzysk Dobrej Woli (1994)
  - turnieju Opals World Challenge (2002)[13]
- Brązowa medalistka mistrzostw świata (1994, 2006)